# Бабешко, Владимир Андреевич
Влади́мир Андре́евич Бабе́шко (род. 30 мая 1941, станица Новотитаровская, Краснодарский край) — советский и российский учёный в области прикладной математики, машиностроения, механики и процессов управления. Ректор Кубанского государственного университета (КубГУ) в 1982—2008, доктор физико-математических наук, профессор, действительный член Российской академии наук. Член экспертной комиссии РСОШ по математике. Герой Труда Кубани (2003).

## Биография
Владимир Андреевич Бабешко родился 30 мая 1941 года в станице Новотитаровской Краснодарского края в семье потомственного казака Андрея Бабешко. Выпускник школы N 29 станицы Новотитаровской. Окончил с отличием Ростовский государственный университет (РГУ) и аспирантуру под руководством И. И. Воровича. Ещё будучи студентом, в 1963 году Владимир Бабешко выступил с докладом на Втором всесоюзном съезде по теоретической и практической прикладной механике. Кандидат физико-математических наук (1966). Работал преподавателем, доцентом кафедры теории упругости РГУ.
С 1971 по 1982 годы работал заместителем директора НИИ механики и прикладной математики РГУ. В 1973 году его научные работы получили широкое признание: он стал лауреатом премии Ленинского комсомола в области науки. В возрасте 33 лет В. А. Бабешко защитил докторскую диссертацию.
В 1982 году был избран ректором Кубанского государственного университета (КубГУ). Член КПСС.
Член-корреспондент АН СССР c 23 декабря 1987 года (Отделение проблем машиностроения, механики и процессов управления). В 1989 году избран народным депутатом СССР от Всесоюзного общества «Знание». Академик РАН c 29 мая 1997 года.
В мае 2008 года был освобождён с должности ректора в связи с достижением предельного 65-летнего возраста.
Увлекается теннисом.
Более 20 лет руководил крупнейшим и самым динамично развивающимся вузом на Юге России — Кубанским государственным университетом. В 2002 году Российско-Швейцарский бизнес-клуб наградил Кубанский госуниверситет золотой медалью за безупречную деловую репутацию[значимость факта?]. Подтверждением международного признания вуза стало избрание В. А. Бабешко Почетным сенатором Высшей технико-экономической школы г. Берлина в январе 2006 года. В. А. Бабешко является членом Президиума РАН, Высшей аттестационной комиссии РФ, Американского акустического общества, вице-президентом Союза ректоров РФ и Международной организации «Знание».

## Научные интересы
В. А. Бабешко является специалистом в области механики деформируемого твёрдого тела, прикладной математики, интегральных и дифференциальных уравнений, геофизики, акустики, сейсмологии, экологии. Он один из авторов открытия нового физического явления: существования высокочастотного резонанса в полуограниченных средах с неоднородностями. Основные результаты исследований этого явления нашли широкое применение в авиации, инженерном деле, сейсмологии и экологии. Данные методы незаменимы при оценке прочности инженерных сооружений и конструкций. В. А. Бабешко руководит исследованиями по сейсмической безопасности городов, которые находятся на стыке геофизики и механики и проводятся при содействии ученых других стран, в частности США.

## Награды
- Орден Александра Невского (5 февраля 2024) — за большой вклад в развитие отечественной науки, многолетнюю плодотворную деятельность и в связи с 300-летием со дня основания Российской академии наук[3]
- Орден Почёта (23 сентября 2005) — за заслуги в области образования, воспитания и науки и многолетний добросовестный труд[4]
- Орден «Знак Почёта»
- Орден Дружбы народов
- Медаль «Герой труда Кубани» (Краснодарский край, 2003)[5]
- Медаль имени Вавилова и премия Всесоюзного общества «Знание» имени Вавилова
- Почётный знак «Ректор года» (2004, 2005)
- Государственная премия Российской Федерации в области науки и техники 2001 года (5 августа 2002)[6]
- Премия Ленинского комсомола в области науки 1973 года
- Заслуженный деятель науки Российской Федерации (23 сентября 1996) — за заслуги перед государством, успехи, достигнутые в научной деятельности и подготовке квалифицированных кадров[7]
- Заслуженный деятель наук Кубани
- Заслуженный деятель наук Адыгеи
- Почётный гражданин города Краснодара

## Публикации
Автор и соавтор более 300 научных публикаций, в том числе 5 монографий. Индекс цитирования доступен на сайте eLIBRARY.RU